# Arnaud Amaury
Arnaud Amaury eller Arnaud Amalric (latin: Arnaldus Amalricus, franska: Arnaud Amaury, katalanska: Arnau Amalric), död 1225, var en cisterciensermunk som tjänstgjorde som abbot i Poblet (1196-1198), Grandselve (1198-1202) samt Cîteaux (1202-1212), sedan ärkebiskop av Narbonne (1212-1225). Som påvlig legat var han bemyndigad med den andliga kampen mot katarernas kätteri under Albigenserkriget. Denna kamp utkämpade han i nära samarbete med militära styrkor, anförda av Simon de Montfort.

## Albigenserkriget
Aranud blev utnämnd till påvlig legat och inkvisitor 1204 och sändes av Innocentius III tillsammans med Pierre de Castelnau och Arnulf av Löwen för att försöka omvända albigenserna. När han misslyckats med detta, utmärkte han sig genom den iver han visade i att hetsa sina män mot albigenserna genom att predika ett korståg mot kättarna.
Han kan ha spelat en betydelsefull roll under plundringen av Béziers och massakern av stadens borgare den 22 juli 1209. När staden hade intagits, skall han ha blivit tillfrågad av en soldat hur man skulle åtskilja rättrogna katoliker från de kätterska katarerna. Han skall då ha svarat 
"Cædite eos! Novit enim Dominus qui sunt eius. ("Dräp dem alla! Herren känner igen sina egna").
Dessa ord finns dock inte at hitta i samtidiga historiska källor. De förekommer först i Dialogus miraculorum ("Mirakeldialogen"), ett verk skrivet tre år senare av den tyske cisterciensermunken Caesarius av Heisterbach. Arnaud skriver själv i ett brev till påven i augusti 1209:
Medan förhandlingar med baronerna om frisläppandet av de i staden som betraktades som katoliker fortfarande pågick, anföll tjänare och andra personer av låg rang staden utan att vänta på order från sina ledare. Till vår förvåning, med ropen "till vapen, till vapen!", hade de inom loppet av två eller tre timmar tagit sig förbi diken och murar och Béziers var intaget. Våra män skonade igen, oavsett rang, kön, eller ålder, och nedgjorde nästan 20 000 människor. Efter denna stora slakt blev hela staden plundrad och nerbränd....